# Batalla de Lequeo
La batalla de Lequeo tuvo lugar el año 391 a. C. en el contexto de la guerra de Corinto; se enfrentaron los ejércitos de Atenas y de Esparta: la batalla terminó con la victoria ateniense. 
La causa inmediata de la victoria fue que el strategos (general) ateniense Ifícrates se aprovechó de que un regimiento de hoplitas espartanos, que estaba maniobrando a campo abierto cerca de Corinto, lo hacía sin estar protegido por los proyectiles de tropa alguna. Consecuentemente, decidió tenderles una emboscada con sus lanzadores de jabalinas (los peltastas). 
Lanzando ataques rápidos y repetidos contra la formación espartana, Ifícrates y sus hombres fueron capaces de desgastar a los espartanos; finalmente, los vencieron, habiendo matado apenas a la mitad de ellos. Esta batalla fue la primera vez en la historia militar griega en la que una fuerza de peltastas consiguió derrotar a una fuerza de hoplitas, que era un cuerpo de infantería pesada.

## Preludio
En el año 392 a. C., tuvo lugar una guerra civil en Corinto entre un grupo de oligarcas proespartanos y otro de demócratas antiespartanos; la victoria fue para estos, quienes, además, enviaron posteriormente al exilio a sus adversarios supervivientes.
Estos exiliados cooperaron con las fuerzas espartanas de la región para conseguir el control de Lequeo, el puerto occidental de Corinto, situado en el golfo de Corinto. Los espartanos rechazaron varios ataques de los demócratas de Corinto y de sus aliados tebanos y argivos, y aseguraron su control sobre el puerto.
Fue entonces cuando los atenienses enviaron una fuerza para ayudar a Corinto, con Ifícrates al mando de los peltastas. Mientras las fuerzas atenienses llegaban, los espartanos y los exiliados invadieron desde Lequeo el territorio de Corinto y, en el año 391 a. C., el rey espartano Agesilao II condujo un gran ejército espartano hacia la zona y, atacando varios puntos fuertes, obtuvo numerosas victorias. Los atenienses y sus aliados casi quedaron cercados en Corinto, pero pronto encontraron una oportunidad de mejorar su  situación y vencer a los espartanos, gracias al descuido de estos.

## Batalla
Aunque el rey espartano Agesilao marchó a territorio corintio con el grueso de su ejército, dejó una fuerza importante en Lequeo para proteger el puerto. Parte de esta estaba compuesta por hombres de la ciudad de Amiclas, que tradicionalmente regresaban a casa cuando estaban en campaña para participar en cierto festival religioso. Al aproximarse la celebración de este festival, el jefe espartano en Lequeo salió con una fuerza de hoplitas y de caballería para escoltar a los amicleos más allá de Corinto en su camino a casa. Tras conseguir pasar la ciudad sin problemas, el jefe ordenó a sus hoplitas regresar a Lequeo, mientras que la caballería siguió junto con los amicleos. Aunque tenía que pasar cerca de las murallas de la ciudad de Corinto con su ejército, esperaba no tener problemas, pues creía que los hombres de la ciudad estaban acobardados en su interior y poco inclinados a salir y acometerlo.

Lequeo fue el antiguo puerto occidental de Corinto.

En la ciudad, los comandantes atenienses Ifícrates, que mandaba a los peltastas, y Calias, que mandaba a los hoplitas, observaron como un regimiento espartano de unos seiscientos hombres se acercaba a la ciudad sin protección de la caballería, por lo que decidieron aprovechar la situación. Así, los hoplitas salieron de Corinto para formar cerca de la ciudad, mientras los peltastas abordaron la persecución de las fuerzas espartanas, arrojándoles lanzas.
Para poner fin al acoso de los atenienses, el jefe espartano ordenó a un destacamento de sus hombres que cargasen contra ellos, pero los peltastas retrocedieron y escaparon fácilmente de sus perseguidores. Entonces, cuando los espartanos emprendieron la vuelta al regimiento, los peltastas se giraron y les arrojaron lanzas que les infligieron bajas importantes. Este maniobra se repitió varias veces, siempre con el mismo resultado.
Incapaces de escapar y preocupados por las constantes pérdidas, los espartanos se refugiaron en una cima que domina Lequeo. Cuando los hombres que protegían esta vieron el apuro por el que atravesaban sus compañeros, zarparon de la ciudad con pequeños barcos y se aproximaron todo lo que pudieron a su posición, hasta colocarse a aproximadamente media milla de la colina donde resistían los embates enemigos. Los atenienses mientras tanto comenzaron a desplegar a sus hoplitas; al percatarse de esto, los espartanos huyeron hacia los barcos, perseguidos por los peltastas atenienses. En total, el regimiento espartano perdió a doscientos cincuenta de sus seiscientos soldados en los combates.

## Consecuencias
La batalla de Lequeo supuso la primera ocasión en la historia griega en la cual los peltastas habían derrotado a los hoplitas espartanos. La noticia de la derrota espartana causó gran impresión en el rey espartano Agesilao, que poco después regresó a Esparta. En los meses siguientes a la partida de los espartanos, Ifícrates fue reconquistando las fortalezas y los puntos fuertes de los que anteriormente se habían apoderado los espartanos.
Además, Ifícrates lanzó varias incursiones contra los aliados de los espartanos en la región periférica. Los espartanos y sus aliados oligárquicos conservaron el puerto de Lequeo durante el resto de la guerra, pero limitaron sus operaciones alrededor de Corinto, por lo que no hubo más combates de importancia en la región durante el resto de la contienda.

## Hoplitas y peltastas
Ifícrates tuvo el valor de hacer cambios en su ejército al darse cuenta de que los hoplitas poseían una armadura y un armamento superiores, pero que les hacían demasiado pesados y lentos en el campo de batalla. Hizo cambios su equipo tradicional para darles más oportunidades frente a los peltastas. Buscó un equilibrio entre los dos tipos de soldados: modificó la panoplia del hoplita de tal modo que no fuera tan pesada, trocó el gran y pesado hoplon de bronce por un escudo más pequeño y recubierto de cuero; reemplazó las pesadas sandalias por unas nuevas hechas de cuero, que fueron conocidas como «ificrátidas»; y las corazas pesadas fueron sustituidas por unas nuevas de lino (linotorax) que se usaron mucho en los siguientes siglos.
Estos cambios hicieron que la panoplia del hoplita fuera mucho más ligera, aunque ofreciese menos protección, algo que se contrarrestó mediante el aumento del tamaño de las lanzas, para que no resultaran atacados antes por otros hoplitas con lanzas tradicionales. A pesar de estos avances y de conseguir una mayor maniobrabilidad y velocidad en el combate, los guerreros griegos dieron más valor a la armadura pesada, la cual proporcionaba mayor protección. 
Al mismo tiempo, también se adaptó el equipo de los peltastas. La armadura que poseían era suficiente para los combates cuerpo a cuerpo con arqueros, pero no tenían ninguna oportunidad ante los hoplitas. Por esta razón cambiaron su escudo, haciéndolo más grande y oval, fabricándolo primero con mimbre y más tarde de madera. Poseían jabalinas y espadas cortas y se dotaron también de una lanza corta que les facilitaba realizar ataques «relámpago» contra el enemigo. Algunos se podían permitir adquirir incluso un casco de bronce.